# Гринтаун (Охајо)
Гринтаун (енгл. Greentown) насељено је место без административног статуса у америчкој савезној држави Охајо.

## Демографија
По попису из 2010. године број становника је 3.804, што је 650 (20,6%) становника више него 2000. године.
| Група             | 2000.         | 2010.         |
| Белци             | 3.043 (96,5%) | 3.547 (93,2%) |
| Афроамериканци    | 29 (0,9%)     | 59 (1,6%)     |
| Азијати           | 24 (0,8%)     | 68 (1,8%)     |
| Хиспаноамериканци | 31 (1,0%)     | 62 (1,6%)     |
| Укупно            | 3.154         | 3.804         |